# Принстон (тауншип, Миннесота)
Принстон (англ. Princeton) — тауншип в округе Мил-Лакс, Миннесота, США. На 2000 год его население составило 1947 человек.

## География
По данным Бюро переписи населения США площадь тауншипа составляет 85,4 км², из которых 84,4 км² занимает суша, а 1,1 км² — вода (1,24 %).

## Демография
По данным переписи населения 2000 года здесь находились 1947 человек, 693 домохозяйства и 553 семьи.  Плотность населения —  23,1 чел./км².  На территории тауншипа расположено 709 построек со средней плотностью 8,4 построек на один квадратный километр. Расовый состав населения: 97,64 % белых, 0,21 % афроамериканцев, 0,41 % коренных американцев, 0,46 % азиатов, 0,05 % c Тихоокеанских островов, 0,15 % — других рас США и 1,08 % приходится на две или более других рас. Испанцы или латиноамериканцы любой расы составляли 0,67 % от популяции тауншипа.
Из 693 домохозяйств в 36,5 % воспитывались дети до 18 лет, в 68,7 % проживали супружеские пары, в 5,9 % проживали незамужние женщины и в 20,1 % домохозяйств проживали несемейные люди. 15,3 % домохозяйств состояли из одного человека, при том 5,9 % из — одиноких пожилых людей старше 65 лет. Средний размер домохозяйства — 2,81, а семьи — 3,10 человека.
27,4 % населения — младше 18 лет, 7,9 % — в возрасте от 18 до 24 лет, 30,8 % — от 25 до 44, 23,5 % — от 45 до 64, и 10,5 % — старше 65 лет. Средний возраст — 37 лет. На каждые 100 женщин приходилось 104,1 мужчин.  На каждые 100 женщин старше 18 приходилось 105,5 мужчин.
Средний годовой доход домохозяйства составлял 52 083 доллара, а средний годовой доход семьи —  53 200 долларов. Средний доход мужчин —  37 788  долларов, в то время как у женщин — 22 287. Доход на душу населения составил 20 737 долларов. За чертой бедности находились 4,7 % семей и 4,7 % всего населения тауншипа, из которых 3,7 % младше 18 и 3,5 % старше 65 лет.